# Набережная Макарова
На́бережная Мака́рова (бывшая Тучко́ва на́бережная) — левая (южная) набережная Малой Невы в Санкт-Петербурге.
Расположена в Василеостровском районе Санкт-Петербурга, образуя северную границу района. Находится на Васильевском острове, пролегая по нему от Биржевой площади к набережной реки Смоленки. К северу от Смоленки, на острове Декабристов получила продолжение от улицы Одоевского до Адмиральского проезда. За Адмиральским проездом набережная продолжается перспективным проспектом Крузенштерна, но фактически доходит только до ЗСД. Названа в честь русского флотоводца и ученого-кораблестроителя, адмирала С. О. Макарова.

## История
Первоначально участок от современной Тифлисской улицы до Кадетской линии назывался Гостиная улица. Наименование было дано по Гостиному двору, находившемуся на месте современных домов № 6 и 8, и использовалось в период с 1776 по 1793 год. В это же время первый участок набережной, простирающийся от стрелки Васильевского острова до Тифлисской улицы, входил в состав Академической улицы. Затем в течение почти столетия набережная не имела названия. С 16 апреля 1887 года набережная стала именоваться Тучковой набережной — в связи с тем, что здесь, на берегу Малой Невы, находились склады леса подрядчика Авраама Тучкова. До 1914 года официально считалось, что набережная начинается от Биржевой линии, а предыдущий участок по-прежнему оставался безымянным.
15 декабря 1952 года набережная получила имя русского флотоводца и учёного С. О. Макарова.
Укрепление береговой линии набережной Макарова долговечными материалами началось в начале XIX века. Высокая гранитная стенка на деревянном ростверке, построенная от спуска напротив Биржи до Биржевой линии, входила в комплекс строительных работ по формированию набережной стрелки Васильевского острова по проекту Тома де Томона, строительство велось под руководством помощника архитектора И. В. Рогинского. В дальнейшем эта стенка была продлена до Волховского переулка. Дальше по берегу до существовавшего в то время наплавного Тучкова моста шла низкая стенка длиной около 670 м и высотой 0,3-0,5 м от ординара, облицованная одним рядом гранитных плит с грунтовым откосом. Напротив Биржевой линии находился грузовой спуск к Малой Неве, а у Волховского переулка, Среднего проспекта и у Тучкова моста — разгрузочные стенки.
До 1952 года на набережной не было ограждений, так как её стенка строилась как грузовая. В 1956—1958 гг. проиводилось строительство высокой стенки сразу в двух местах: от Тифлисской улицы до Тучкова переулка (по проекту инженера А. Д. Саперштейн) и от Малого проспекта до 5-й линии Васильевского острова (по проекту инженера Б. Б. Левина). В 1960 году в связи со строительством Биржевого моста был произведён капитальный ремонт стенки набережной от моста до спуска со львами. Фактически была построена новая монолитная стенка на основании из деревянных свай длиной до 13 м. Набережная получила два нижних ряда массивной гранитной облицовки, выше располагается навесная плитная облицовка.
В 1966 году при строительстве железобетонного Тучкова моста были закончены примыкающие к нему верховая и низовая стенки набережной, которые примкнули к существующим при помощи двух похожих спусков. Таким образом берегоукрепление от Биржевого моста до устья Смоленки было зовершено.
В 2012 году у левобережного окончания Тучкова моста на набережной Макарова начались работы по сооружению второго выхода со станции метро «Спортивная», соединённого с вестибюлем станции, расположенным на правом берегу Малой Невы, параллельным мосту подземным пешеходным тоннелем, оборудованным травелатором. 27 мая 2015 года второй выход станции «Спортивная» был открыт.
13 мая 2018 года был открыт участок набережной на острове Декабристов от улицы Одоевского (фактически — от моста Бетанкура) до Адмиральского проезда.

### Перспективы
Существует проект соединения двух частей набережной через реку Смоленку вдоль берега острова Декабристов.
В противовес этому проекту инициативная группа выдвинула проект официального оформления и развития в качестве рекреационной зоны существующего участка зеленых насаждений под названием парк «Заросли». Дикорастущие деревья у набережной реки Смоленки предлагается сохранить и сделать зоной тихого отдыха, а зону активного отдыха сделать из неблагоустроенного участка у моста Бетанкура. Моделирование транспортных потоков, которые будут формироваться после соединения обоих участков набережной Макарова, заказанное инициаторами создания парка в OTS Lab, показало перспективы ухудшения там транспортной ситуации.

### Список достопримечательностей
| Номер дома                                                                      | Описание | Архитектор                                                                                               | Постройка             | Иллюстрация                                     | Координаты                                                       |
| ------------------------------------------------------------------------------- | --- | --- | --------------------- | ----------------------------------------------- | ---------------------------------------------------------------- |
| В начале набережной                                                             | Стрелка Васильевского острова | | 1703—1832             | Стрелка Васильевского острова с птичьего полёта | 59°56′39″ с. ш. 30°18′24″ в. д.                                  |
| В начале набережной                                                             | Ростральные колонны Объект культурного наследия № 7810141003 Объект культурного наследия № 7810141004 | архитектор Ж. Тома де Томон                                                                              | 1703—1832             | Ростральные колонны                             | 59°56′35″ с. ш. 30°18′25″ в. д., 59°56′41″ с. ш. 30°18′18″ в. д. |
| В начале набережной                                                             | Здание биржи Объект культурного наследия № 7810142001 | архитектор Ж. Тома де Томон                                                                              | 1805—1816             | Здание Биржи                                    |                                                                  |
| В начале набережной                                                             | Якорь на стрелке Васильевского острова Якорь-кошка корабля Русского флота, сделанный на Олонецком заводе в 1723 году. Найден на Васильевском острове при работах на Шкиперском протоке в 2001 году. Установлен в честь 300-летия Санкт-Петербурга | | 2003                  |                                                 |                                                                  |
| № 2/Биржевая площадь, № 6/Биржевой проезд, № 6                                  | Северный пакгауз Биржи (с 1948 года — здание Института химии силикатов (АН СССР; с 1991 года — РАН) Объект культурного наследия № 7810142002 | архитектор И. Ф. Лукини                                                                                  | 1829—1832             |                                                 |                                                                  |
| Напротив № 2                                                                    | Биржевой мост | инженеры В. В. Демченко и Б. Б. Левин, проект архитекторов Л. А. Носкова и П. А. Арешева                 | 1957—1960             | Биржевой мост                                   |                                                                  |
| № 4                                                                             | Здание Петербургской портовой таможни Главный фасад, выходящий на Малую Неву, украшает восьмиколонный портик в стиле классицизма. На его фронтоне стоят статуи Меркурия, Нептуна и Цереры — покровителей торговли, мореплавания и плодородия. Здание венчает небольшой купол на высоком барабане, симметричный башне Кунсткамеры на противоположной стороне стрелки Васильевского острова Объект культурного наследия № 7810167000 | архитектор И. Ф. Лукини                                                                                  | 1829—1832             | Пушкинский дом                                  |                                                                  |
| № 4                                                                             | Памятник А. С. Пушкину Бюст установлен перед главным входом в Пушкинский дом в 1999 году. | скульптор И. Н. Шредер, архитектор С. П. Одновалов                                                       | 1899, 1999            | Памятник Пушкину                                |                                                                  |
| № 6 / Тифлисская улица, № 3                                                     | Здание Главного управления неокладных сборов и казённой продажи питей · | гражданский инженер К. К. Тарасов                                                                        | 1901                  |                                                 |                                                                  |
| Напротив Тифлисской улицы                                                       | Спуск со львами Трёхмаршевая лестница с двумя небольшими скульптурами лежащих львов Объект культурного наследия № 7810704002 | архитектор-строитель И. В. Рогинский                                                                     | 1806—1809             | Спуск со львами                                 |                                                                  |
| № 8 / Биржевая линия, № 3                                                       | Здание Министерства торговли и промышленности Объект культурного наследия № 7810168000 | архитектор М. М. Перетяткович                                                                            | 1915                  |                                                 |                                                                  |
| № 10 / Биржевая линия, № 18 / Волховский переулок, № 2 / Биржевой переулок, № 1 | Доходный дом купцов Елисеевых В этом доме жили: композитор П. И. Чайковский, художники Г. Г. и Н. Г. Чернецовы, И. Н. Крамской, И. И. Шишкин, А. И. Корзухин, Г. Г. Мясоедов, А. И. Куинджи, физиолог Н. Е. Введенский Объект культурного наследия № 7810727000 | архитектор А. Х. Пель, архитектор Л. Ф. Шперер (перестройка), архитектор Г. В. Барановский (перестройка) | 1841—1842, 1879, 1887 | Вид дома из Волховского переулка                |                                                                  |
| № 12                                                                            | Доходный дом А. А. Стенбок-Фермора · | архитектор В. П. Цейдлер                                                                                 | 1900—1901             | дом А. А. Стенбок-Фермора                       |                                                                  |
| № 14                                                                            | Дом наследниц С. С. Яковлева Объект культурного наследия № 7810169002 | архитектор А. И. Мельников                                                                               | 1823—1825             |                                                 |                                                                  |
| № 16/2                                                                          | Дом И. М. Яковлева Участок на набережной Малой Невы между Волховским пер. и Средним пр. принадлежал Савве Яковлеву и его наследникам. В двух домах, построенных А. И. Мельниковым для торгового дома купцов Яковлевых, первый этаж предназначался для магазинов, второй — для складов и контор, третий — для жилых помещений. Объект культурного наследия № 7810169001                                                             | архитектор А. И. Мельников                                                                               | 1823—1825             | дом Яковлевых                                   |                                                                  |
| № 18 / Средний проспект, № 1                                                    | Дом М. В. Грибанова (В. М. Калгина) · | | 1820, 1845            | дом Грибанова                                   |                                                                  |
| № 20 / Тучков переулок, № 17                                                    | Доходный дом заводчика И. С. Мясникова С 1912 по 1914 годы в этом доме жили Анна Ахматова и Николай Гумилёв, здесь же родился их сын Лев Гумилёв. Также в этом доме жили художники В. П. Верещагин и Е. Е. Лансере Объект культурного наследия № 7802705000 | архитектор Е. И. Гельман (надстройка и расширение), архитектор Л. Я. Урлауб — правая часть               | 1840, 1888, 1899—1901 | дом Мясникова                                   |                                                                  |
| № 22 / Кадетская линия, № 31                                                    | Доходный дом Дом, в котором жили изобретатель радио А. С. Попов, географ П. К. Козлов, художник Н. Н. Дубовской, физиолог Н. Е. Введенский Объект культурного наследия № 7800007000 | архитектор Р. Е. Бергман                                                                                 | 1867—1868             | дом № 22                                        |                                                                  |
| Напротив № 22 и № 24                                                            | Тучков мост | инженеры В. В. Демченко и Б. Б. Левин, проект архитекторов П. А. Арешева и Л. А. Носкова                 | 1962—1965             | Тучков мост                                     |                                                                  |
| № 26                                                                            | Дом А. Д. Балашова Объект культурного наследия № 7802706000 | архитектор А. И. Мельников                                                                               | 1834                  |                                                 |                                                                  |

## Примыкает или пересекает
- Биржевая площадь
- Биржевой проезд
- Тифлисская улица
- Биржевая линия
- Волховский переулок
- Средний проспект
- Тучков переулок
- Кадетская и 1-я линии
- Малый проспект
- 2-я и 3-я линии
- набережная реки Смоленки
- 4-я и 5-я линии
- Западный скоростной диаметр
- проспект Крузенштерна